# Flatliners (2017)
Flatliners is een Amerikaanse psychologische horrorfilm uit 2017 over een groep studenten die onderzoek doet naar bijna-doodervaringen door deze zelf bij elkaar op te wekken. Het is een remake van de gelijknamige film uit 1990.

## Verhaal
Studente geneeskunde Courtney is gefascineerd door het hiernamaals. Ze vraagt medestudenten Jamie en Sophia daarom om haar te helpen haar hart zestig seconden stop te zetten. Het experiment loopt uit de hand, maar medestudent Ray weet Courtney te reanimeren. Ook studente Marlo hoort van het gebeuren. Courtney ondervindt na het experiment grote verbeteringen in haar intelligentie, gemoedstoestand en geheugen. De anderen ondergaan het experiment daarom ook, met uiteenlopende resultaten.

## Rolverdeling
- Ellen Page als Courtney
- Diego Luna als Ray
- Nina Dobrev als Marlo
- James Norton als Jamie
- Kiersey Clemons als Sophia
- Kiefer Sutherland als Dr. Barry Wolfson
- Madison Brydges als Tessa
- Jacob Soley als Alex
- Anna Arden als Alicia
- Miguel Anthony als Cyrus Gudgeon
- Jenny Raven Irina Woing
- Beau Mirchoff als Brad Mauser